# エリザベス・フェラーズ
エリザベス・フェラーズ（英語:Elizabeth Ferrars、1907年9月6日 - 1995年3月30日）は、イギリスの小説家。本名はモーナ・ドリス・マクタガート（Morna Doris MacTaggart）。

## 経歴
英領ビルマのラングーン（現在のミャンマー、ヤンゴン）で、スコットランド産の木材や米を扱う家に生まれた。幼少期はドイツ人の乳母に預けられ、当初はベルリンで教育を受ける予定であった。しかし、英独間の政治情勢が悪化したため、6歳のときにイギリスへ移ることになった。彼女は1918年から1924年までベダレス・スクールに通った。後年彼女は、子供の頃に乳母からドイツ語を習っていなかったら、犯罪小説を書くことはできなかっただろうと語っている。厳格な文章構造と複雑な文法規則は、犯罪スリラーの構成に不可欠な準備だった。ラテン語やギリシャ語を教えてもらえなかったため、英文学を学ぶことができなかった彼女は、ロンドン大学でジャーナリズムのディプロマを取得し（1925年 - 1928年）、1930年代初頭には自分の名前で2つの小説を書いている。最初の夫と出会い、結婚したのもこの頃である。
1940年頃、ベッドフォード・カレッジで植物学の講師をしていたロバート・ブラウン博士（後に教授）と出会い、同年、初の犯罪小説『Give a Corpse a Bad Name』を出版した。最初の夫とは別居し、1942年からはロンドンのベルサイズ・パークでロバート・ブラウンと暮らした。しかし、ブラウンと離婚して結婚したのは1945年10月のことであった。再婚した最初の夫とは友好的な関係を保っていた。1951年、彼女は新しい夫とともに、夫にポストが与えられていたアメリカのコーネル大学に移った。戦後の緊縮財政の中、経済的には魅力的だったが、1年後にはマッカーシズムの影響で帰国した。ヨーロッパでのファシズムの台頭を目の当たりにしていた彼らは、共産主義へのシンパシーを疑われた多くの作家や学者に対する「魔女狩り」に心を痛めていた。1953年、彼女は犯罪作家協会の創設メンバーの一人となった（1977年には同協会の会長に就任）。1958年には有名なディテクション・クラブに入会した。
1957年に夫がエジンバラ大学の植物学の欽定教授に任命されてから、1977年に夫が退職するまで、夫妻はエジンバラに住んでいた。その後、寒くて長い冬を理由に、オックスフォードシャー州のブリューベリーという村に南下し、1995年に彼女が急逝するまで暮らしていた。彼女は無宗教を公言しており、1930年代に明確な伝道活動をしていた夫を不可知論に向かわせることに貢献したと考えられている。1995年、遺作となった『夜の盗人』が死後に出版された。甥にピーター・マクタガートがいる。米国ではE・X・フェラーズの名で小説が出版されていたが、これは米国の出版社が彼女に「"X "ならやってくれる」と保証したためである。フェラーズとは、母親の旧姓である。
フェラーズの作品の多くは独立した小説だが、いくつかのシリーズ物も執筆している。最初の5作品は、フリーランスのジャーナリストであるトビー・ダイクと、複数の姓を使い分け、元犯罪者であることが示唆されている仲間のジョージが登場する。後半では、半別居中の夫婦、ヴァージニアとフェリックス・フリーア、そして引退した植物学者のアンドリュー・バスネットが登場する。また、ジョナス・P・ジョナスという老齢の探偵が登場する短編もある。
彼女の驚異的な作品は、相当な自己鍛錬と勤勉な方法によるところが大きい。彼女のプロットは、タイプされた原稿に記入される前に、手書きのノートに詳細に書かれており、彼女は「結末から逆算している」と言っていた。他の作家と同じように、彼女も自分の知っている人や実際に見たものを登場人物や状況のベースにしている。彼女は、夫の学業に必要なときは、夫が南オーストラリア大学の客員教授をしていたアデレードや、休日には夫婦が大好きなマデイラ諸島などを一緒に旅行した。
彼女の本は、読者が暴力や極度の不愉快を感じないに書かれている傾向がある。登場人物たちは、その生い立ちから、犯罪や暴力が自分たちの生活に影響を与えるとは思っておらず、また教育を受けており、しばしば学術的または芸術的な分野で働いていることがある。そして、登場する女性キャラクターは自立しており、"丁寧なフェミニスト "である。

## 出版物

### モナー・マクタガート名義の小説
- Turn Single (1932)
- Broken Music (1934)

### 「トビー・ダイク＆ジョージ」シリーズ
- 『その死者の名は』（Give a Corpse a Bad Name (1940)、中村有希訳、創元推理文庫） 2002　ISBN 4-488-15920-6
- 『細工は流々』（Remove the Bodies / Rehearsals for Murder (1941)、中村有希訳、創元推理文庫） 1999　ISBN 4-488-15918-4
- 『自殺の殺人』（Death in Botanist's Bay / Murder of a Suicide (1941)、中村有希訳、創元推理文庫） 1998　ISBN 4-488-15917-6
- 『猿来たりなば』（Don't Monkey with Murder / The Shape of a Stain (1942)、中村有希訳、創元推理文庫） 1998　ISBN 4-488-15916-8
- 『ひよこはなぜ道を渡る』（Your Neck in a Noose / Neck in a Noose (1942)、中村有希訳、創元推理文庫） 2006　ISBN 4-488-15921-4

### 「バージニア＆フェリックス・フリーア」シリーズ
- Last Will and Testament (1978)
- Frog in the Throat (1980)
- Thinner Than Water (1981)
- Death of a Minor Character (1983)
- I Met Murder (1985)
- Woman Slaughter (1989)
- Sleep of the Unjust (1990)
- Beware of the Dog (1992)

### 「アンドリュー・バスネット」シリーズ
- Something Wicked (1983)
- The Root of All Evil (1984)
- The Crime and the Crystal (1985)
- The Other Devil's Name (1986)
- A Murder Too Many (1988)
- Smoke Without Fire (1990)
- A Hobby of Murder (1994)
- A Choice of Evils (1995)

### その他の小説
- 『私が見たと蝿は言う』（I, Said The Fly (1945)、橋本福夫訳、ハヤカワ・ミステリ） 1955、のち長野きよみ訳、ハヤカワ・ミステリ文庫 2004　ISBN 4-15-174651-X
  - 『目撃者はたれか』（浜田けい子訳、ポプラ社、ジュニア世界ミステリー13） 1968
- 『灯火が消える前に』（Murder among Friends / Cheat the Hangman(1946) 、清水裕子訳、論創社、論創海外ミステリ） 2016　ISBN 978-4-8460-1513-8
- With Murder in Mind (1948)
- The March Hare Murders (1949)
- Milk of Human Kindness (1950)
- Hunt the Tortoise (1950)
- The Clock that Wouldn't Stop (1952)
- Alibi for a Witch (1952)
- 『間にあった殺人』（Murder in Time (1953)、橋本福夫訳、ハヤカワ・ミステリ） 1956
- 『嘘は刻む』（The Lying Voices (1954)、川口康子訳、長崎出版、海外ミステリ Gem collection4） 2007　ISBN 978-4-86095-186-3
- 『カクテルパーティー』（Enough to Kill a Horse (1955)、友田葉子訳、論創社、論創海外ミステリ） 2016　ISBN 978-4-8460-1503-9
- Always Say Die (1956) (published in the US as We Haven't Seen Her Lately; see Media Adaptations)
- Murder Moves In (1956) (published in the US as Kill or Cure)
- Furnished for Murder (1957)
- Unreasonable Doubt (1958) (published in the US as Count the Cost)
- A Tale of Two Murders (1959) (published in the US as Depart This Life)
- Fear the Light (1960)
- Sleeping Dogs (1960)
- 『さまよえる未亡人たち』（The Wandering Widows (1962)、中村有希訳、創元推理文庫） 2000　ISBN 4-488-15919-2
- The Busy Body (1962) (published in the US as Seeing Double)
- The Doubly Dead (1963)
- A Legal Fiction (1964) (published in the US as The Decayed Gentlewoman)
- Ninth Life (1965)
- No Peace for the Wicked (1965)
- Zero at the Bone (1967)
- The Swaying Pillars (1968)
- Skeleton Staff (1969)
- The Seven Sleepers (1970)
- A Stranger and Afraid (1971)
- Breath of Suspicion (1972)
- The Small World of Murder (1973)
- Foot in the Grave (1973)
- Hanged Man's House (1974)
- Alive and Dead (1974)
- Drowned Rat (1975)
- The Cup and the Lip (1975)
- Blood Flies Upwards (1976)
- Pretty Pink Shroud (1977)
- Murders Anonymous (1977)
- In at the Kill (1978)
- Witness Before the Fact (1979)
- Experiment with Death (1981)
- Skeleton in Search of a Cupboard (1982) (published in the US as Skeleton in Search of a Closet)
- Come and Be Killed (1987)
- Trial by Fury (1989)
- Danger from the Dead (1991)
- Answer Came There None (1992)
- Thy Brother Death (1993)
- Seeing Is Believing (1994)
- A Thief in the Night (1995)

### 短編集
- Designs on Life (1980)
- Sequence of Events (1989)
- The Casebook of Jonas P. Jonas and Other Mysteries (Crippen & Landru, 2012)

### 記事
- "No Danger to Detectives!" [Reply to sci-fi author John Wyndham's "Roar of the Rockets." John O'London's Weekly 9 April 1954

### その他
- Introduction, Planned Departures: A Crime Writers Association Anthology (Hodder & Stoughton, 1958)

## メディアへの展開
E・X・フェラーズの小説をジョージ・C・スコット主演で映画化した「We Haven't Seen Her Lately」（クラフト・テレビジョン・シアター、1958年8月）。